# からす座
からす座（からすざ、烏座、Corvus）は、トレミーの48星座の1つ。日本では春の南の空に見ることができる星座で、β星、γ星、δ星、ε星の4つの3等星で構成される四角形の特徴的な並びが目立つ。

## 主な天体

### 恒星
以下の恒星には、国際天文学連合によって正式な固有名が定められている。
- α星：4等星[3]。「天幕」を意味するアラビア語に由来する「アルキバ (Alchiba) 」という固有名を持つ[4]。
- β星：2.64等とγ星よりわずかに暗い3等星[5]。チェコ生まれの天文学者アントニーン・ベチュヴァーシュによって付けられた原義不明の「クラズ (Kraz) 」という固有名を持つ[4]。
- γ星：2.58等[6]で、からす座で最も明るく見える恒星。「翼」を意味するアラビア語に由来する「ギェナー (Gienah) 」という固有名を持つ[4]。はくちょう座ε星も同名で呼ばれていたため、かつては「ギェナー・コルビ (Gienah Corvi) 」と呼んで区別されていたが、2016年にGienahが正式にからす座γ星の固有名とされた[2]。
- δ星：3等星[7]。アラビア語で「カラスの翼」を意味する janāḥ al-ghurāb に由来する「アルゴラブ (Algorab) 」という固有名を持つ[4]。

### 星団・星雲・銀河
からす座には顕著な天体が少ない。
- NGC 4038およびNGC 4039（触角銀河）：アンテナ銀河とも呼ばれるハート型の変わった形の銀河。これは衝突する2つの銀河から成ると考えられている。

## 由来と歴史
少なくとも紀元前1100年頃のバビロニアの星図では、からす座の星々は隣のコップ座の星々と共にワタリガラス (MUL.UGA.MUSHEN) の中に組み入れられていたと思われる。イギリスの研究者ジョン・ロジャース (John H. Rogers) は、バビロニアの大要『MUL.APIN』において、からす座やコップ座と隣接するうみへび座が冥界の神Ningizzidaを表していたことに着目し、「うみへび座は冥界の門を表しており、うみへび座に隣り合うからす座とコップ座の星々は死の象徴であった」としている。からす座とコップ座、うみへび座の組み合わせはギリシアに引き継がれ、中近東から古代ギリシャや古代ローマに広がったミトラ教にも受容された。

## 神話

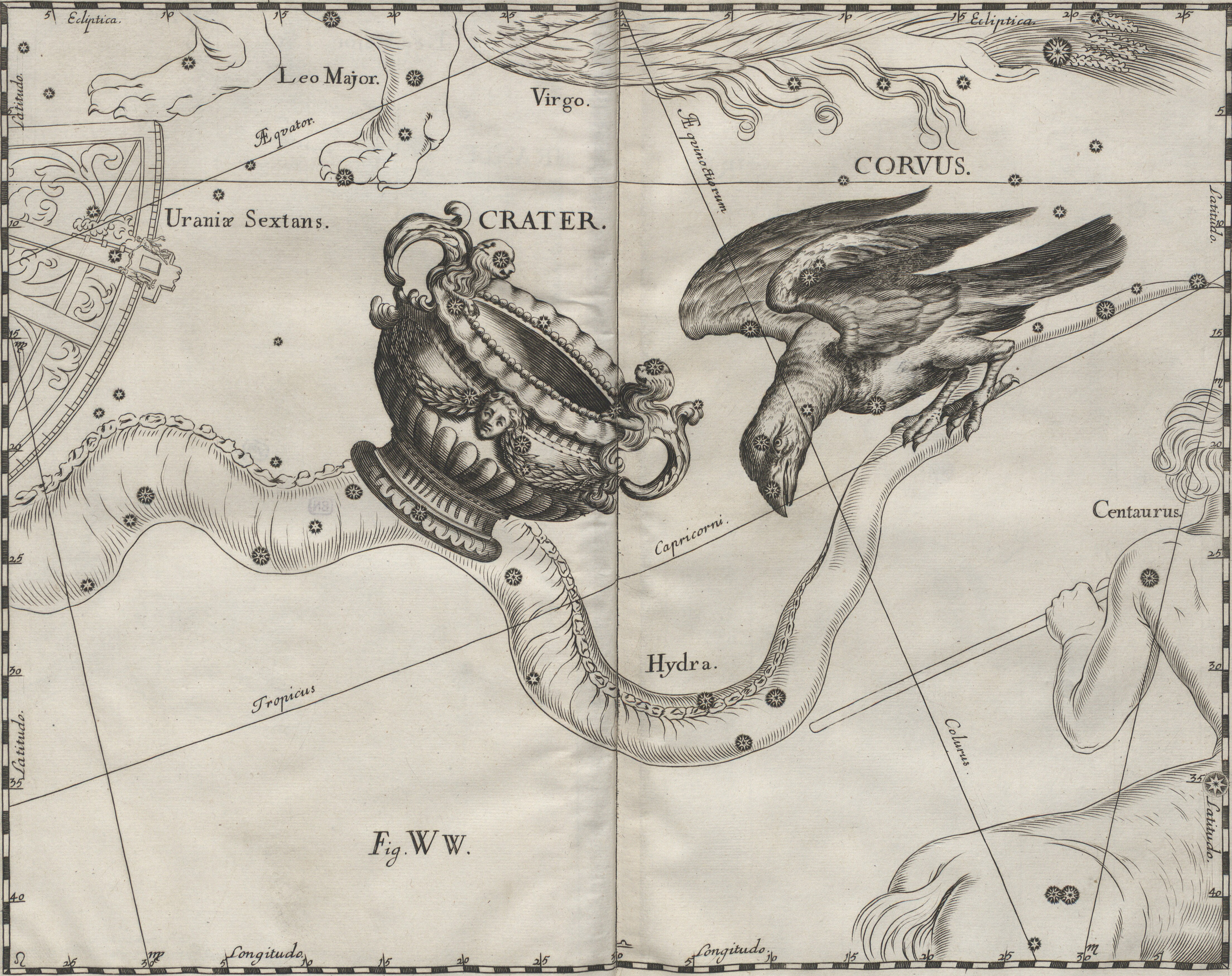
1690年に出版されたヨハネス・ヘヴェリウスの Firmamentum Sobiescianum, sive Uranographia に描かれたコップ座とからす座

紀元前3世紀のアレクサンドリアの学者エラトステネースの『カタステリスモイ (希: Καταστερισμοί) 』や帝政ローマ期初期の詩人オウィディウスの『祭暦 (羅: Fāstī) 』は、アポローンに仕えたカラスについて以下のような話を伝えている。ゼウスに生け贄を捧げようとしたアポローンは、配下のカラスに水を汲みに行くように命じた。カラスは水を汲みに行く途中に、まだ熟していないイチジクの実を付けた木を見つけた。数日間待って熟した実をたいらげたカラスは、アリバイ工作のため泉にいた蛇を捕まえてアポローンの下に連れていき、蛇に邪魔されて水を汲めなかったと言い逃れしようとした。しかしアポローンはその嘘を見抜き、カラスに渇きの罰を与えた。そしてアポローンはこの事件を遺すため、カラス、盃と蛇を一緒に空へ置くこととした。このエピソードでは、盃はコップ座、蛇はうみへび座となっている。
またオウィディウスは彼の『変身物語 (羅: Metamorphōsēs) 』で、アポローンとカラスの別のエピソードを伝えている。カラスは真っ白できれいな鳥で、人の言葉を喋っていた。ところが、このカラスは、アポローンの恋人コローニスが別の男と密会しているという情報をアポローンに伝えた。アポローンは怒り、カラスを呪って黒く変えた。
なお「アポローンがカラスを天に打ち付けた4本の釘が、からす座で四辺形を作る4つの星である」とする話が巷間広まっているが、これは1980年代から日本でのみ広まっている説である。

## 呼称と方言
石川県珠洲市では「ホカケボシ（帆掛け星）」という呼称が伝わっている。また、むじな（タヌキ）の毛皮を剥いで広げた姿にたとえた「カワハリ（皮張り）」「カワハリボシ（皮張り星）」「カワハリサマ（皮張り様）」という呼称が、奥多摩、秩父、山梨や神奈川の山間部に伝わっている。道東・道北のアィヌでは「レラ・チャロ（風の口）」と呼ばれ、その位置の変化から季節風の向きを知ったという。道央・道南では「カヤノカ・ノチゥ（帆の形の星）」と呼ばれ、弁財船に依る和人との交易の季節を知ったという。